# Isidor Fischer
Isidor Fischer (ur. 20 września 1868 w Wiedniu, zm. 23 stycznia 1943 w Bristolu) – austriacki lekarz ginekolog i historyk medycyny. Studiował medycynę na Uniwersytecie Wiedeńskim, tytuł doktora medycyny otrzymał w 1892 roku. Od 1897 kierował kliniką kobiecą Charité w Wiedniu. W 1914 habilitował się z historii medycyny. Po Anschlussie stracił posadę akademicką i emigrował do Anglii.
Był autorem dwutomowego leksykonu współczesnych lekarzy, do dziś służącego historykom medycyny.

## Wybrane prace
- Biographisches Lexikon der hervorragenden Ärzte der letzten fünfzig Jahre. 2 Bände. Berlin-Wien: Urban & Fischer, 1932 bzw. 1933
- Geschichte der Gesellschaft der Ärzte in Wien 1837-1937: Hrsg. v. d. Ges. d. Arzte. Wien: Springer, 1938.